# Linia kolejowa 11 Győr – Veszprém
Linia kolejowa Győr – Veszprém – linia kolejowa drugorzędna na Węgrzech. Jest to linia jednotorowa, nie zelektryfikowana. Linia przebiega przez malownicze tereny Węgier.

## Historia
Linia została oddana do użytku 11 sierpnia 1896